# 장작 (정치인)
장작(張鷟, 658년 ∼ 730년)은 당나라의 문인으로, 자는 문성(文成)이고 호는 부휴자(浮休子)이며 심주(深州) 육택(陸澤) 북쪽 사람이다. 고종(高宗)·측천무후(則天武后)·중종(中宗)·예종(睿宗)과 현종(玄宗) 초기에 문장으로 이름을 날렸다.
그는 어려서부터 총명함이 출중했다. 고종 조로(調露) 연간(679∼680)에 진사에 급제했는데, 당시 저명한 문인이자 주고관(主考官)이었던 고공원외랑(考功員外郞) 건미도(騫味道)로부터 “천하무쌍(天下無雙)”이라는 칭찬을 받고, 기왕부(岐王府)의 참군(參軍)에 제수되었다. 또한 황제가 주관한 여덟 번의 제거(制擧)와 이부에서 치른 네 번의 관리 선발 시험에서 모두 1등을 차지해, 장안현위(長安縣尉)에 제수되었다가 홍려승(鴻臚丞)으로 승진했다. 그래서 당시 저명한 문인이었던 수부원외랑(水部員外郞) 원반천(員半千)이 그를 “청전학사(靑錢學士)”라고 칭찬했는데, 이는 나중에 재학(才學)이 뛰어나 시험을 볼 때마다 합격하는 사람을 뜻하는 성어가 되었다. 측천무후 증성년(證聖年 : 695)에 감찰어사(監察御史)로 기용되었다. 그는 성격이 편협하고 조급했으며 선비로서 품행을 지키지 못해, 당시 재상이었던 요숭(姚崇)에게 미움을 받았다. 결국 장안(長安) 연간(701∼704) 초에 처주사창(處州司倉)과 유주사호(柳州司戶)로 폄적되었다가 나중에 덕주(德州) 평창현령(平昌縣令)으로 전임되었다. 현종 개원(開元) 2년(714)에 시정(時政)을 비방하는 말을 많이 했다고 탄핵당해 영남(嶺南)으로 폄적되었으며, 몇 년 후에 다시 조정으로 돌아와 사문원외랑(司門員外郞)을 지내다가 73세에 죽었다.
그는 화려한 변려문(騈儷文)에 뛰어나 그의 문장이 당시에 크게 유행했으며, 신라와 일본의 사신들이 값을 아끼지 않고 그의 문장을 사 갈 정도로 명성이 높았다. 전해지는 저작으로는 《조야첨재》 외에 당나라의 판례를 모아 놓은 《용근봉수판》(龍筋鳳髓判)과 전기소설(傳奇小說)로 유명한 《유선굴》(遊仙窟) 등이 있다. 그의 전(傳)은 《구당서》(舊唐書)와 《신당서》(新唐書)의 〈장천전〉(張薦傳)에 실려 있다.

## 참고 문헌
- 본 문서에는 지식을만드는지식에서 CC-BY-SA 3.0으로 배포한 책 소개글 중  "조야첨재 1" 의 소개글을 기초로 작성된 내용이 포함되어 있습니다.